# Graziano Landoni
Graziano Landoni (Legnano, 24 novembre 1939) è un allenatore di calcio ed ex calciatore italiano, di ruolo centrocampista.
Finita la carriera sportiva si è domiciliato a Palermo.

## Carriera

### Giocatore
Dopo gli esordi nella Gallaratese e nella Pro Vercelli, passa al Messina, in Serie B. Sullo Stretto disputa due stagioni, e nella seconda realizza 7 reti in 34 partite, attirando l'attenzione della Lazio. Con la maglia biancoceleste gioca tre campionati, conquistando la promozione al termine della stagione 1962-1963. L'anno successivo esordisce nella massima serie, disputando 34 partite.

Landoni con la maglia del Palermo

Lasciata Roma, gioca da titolare per una stagione nell'Atalanta (ancora in Serie A), per poi ritornare in Sicilia con la maglia del Catania. In rossoazzurro disputa solamente 5 partite a causa di contrasti con l'allenatore Carmelo Di Bella, e dopo la retrocessione in Serie B si trasferisce al Palermo: vi rimane per tre stagioni consecutive vestendo anche la fascia di capitano e conquistando la sua seconda promozione in Serie A vincendo il campionato di Serie B 1967-1968.
Dopo una breve parentesi nella Ternana all'inizio della 1969-1970 (7 presenze e un gol), ritorna al Palermo, dove non evita la retrocessione nella serie cadetta, e viene posto fuori rosa nel gennaio 1971, ancora per contrasti con Di Bella. Nell'estate 1971, a 32 anni, scende in Serie C nel Piacenza, ma già in autunno si trasferisce al Sorrento, tornando in serie B. Conclude la carriera agonistica nel Grosseto, dove ricopre il doppio ruolo di allenatore-giocatore.
Ha totalizzato complessivamente 111 presenze e 2 reti in massima serie e 235 presenze e 19 reti in Serie B.

### Allenatore
Smessi i panni da calciatore ha intrapreso la carriera di allenatore. Inizia in Toscana, nel 1973-1974, con il Grosseto, che mantiene nella Serie C conquistata l'anno prima come giocatore. Allena, poi, Arezzo in Serie B, Pisa (in due riprese) e Prato. Nel 1978 approda al Parma, ma viene esonerato in favore di Cesare Maldini.
Dopo un biennio al Benevento, sostituì al Siracusa, durante la stagione 1981-1982, Lido Vieri, venendo poi da questi rimpiazzato prima del termine del campionato. Nella stagione 1982-1983 allena il Mazara in Interregionale. Nella stagione 1983-1984 affianca Gustavo Giagnoni come allenatore in seconda sulla panchina del Palermo; nell'aprile 1984 subentra allo stesso Giagnoni, portando la squadra dal penultimo al quartultimo posto non sufficiente per la salvezza. Confermato per la stagione successiva in Serie C1, viene esonerato prima dell'inizio del campionato e sostituito da Tom Rosati.
Prosegue la carriera con Foggia (subentrando a Lamberto Giorgis), Trapani (dove viene esonerato nelle prime giornate) e Colligiana, quest'ultima militante nel Campionato Interregionale - il quinto livello dell'epoca - durante la stagione 1989-1990. L'anno successivo è di nuovo a Grosseto, dove viene esonerato a stagione in corso. Nel campionato 1991-1992 allena il Bolzano, ancora in Interregionale.

## Palmarès

### Giocatore

#### Competizioni nazionali
- Campionato italiano di Serie B: 1

Palermo: 1967-1968
- Serie D: 1

Grosseto: 1972-1973